# Epidendrum nicaraguense
Epidendrum nicaraguense är en orkidéart som beskrevs av Scheeren och Eric Hágsater. Epidendrum nicaraguense ingår i släktet Epidendrum och familjen orkidéer.
Artens utbredningsområde är Nicaragua. Inga underarter finns listade i Catalogue of Life.